# Жіноча доля
«Жіно́ча до́ля» (пол. Żinocza Dola) — видавництво та ілюстрований щомісячний (1925–1926) і двотижневий журнал для жінок, який виходив у Коломиї у 1925–1939 під редакцією Олени Кисілевської.
У зміст журналі входили статті про жіночий рух у Західній Україні, про фемінізм, здоров'я та гігієну, сільське господарство, домоводство, виховання молодого покоління, культурні та політичні питання, про становище жінок в УРСР.
Серед дописувачок журналу були Уляна Кравченко, Софія Русова, Софія Парфанович, Наталена Королева, Ольга Дучимінська, Марія Омельченко, Дарія Віконська, Софія Яблонська.

## Видання
1. Альманах «Наш світ» (з року 1928)
2. Альманах «Наша книга» (з року 1929)
3. Альманах «Для неї все» (з року 1930)
4. Практичний Порадник-Калєндар «Жіноча Доля» (з року 1931)
5. Кисілевська О. «Швейцарія», опис життя й природи краю
6. Кисілевська О. «По Рідному Краю: Полісся»
7. Кисілевська О. «Під небом півдня: Марокко, Канарійські острови»
8. Кисілевська О. «Листи знад Чорного моря»
9. Кисілевська О. «Самовиховання»
10. Ганьківський В. «Недуги дитини з лік. порадами»
11. «Уживаймо якнайбільше овочів і садовини (Приписи на овочеві страви)» — Випуск 2-серії «Добра хазяйка»
12. Гнатовський А. «Домашня перерібка овочів» — Випуск 2-серії «Добра хазяйка»
13. Русова С. «Наші визначні жінки» (1934)
14. Могильницький Р. «Жіночі недуги»
15. «Як доглядати хворих, з куховарськими приписами»
16. «Як добре й здорово варити (Куховарські поради міським і сільським господиня та курсисткам куховарських курсів)» 1938

Колишня адреса видавництва: Копомия, вул. Замкова 37
Наклад: 2500 (1930).